# Letten (Bad Heilbrunn)
Letten ist ein Ortsteil der Gemeinde Bad Heilbrunn im oberbayerischen Landkreis Bad Tölz-Wolfratshausen. Der Weiler liegt circa eineinhalb Kilometer nördlich von Bad Heilbrunn und ist über die Bundesstraße 11 zu erreichen. Am nordwestlichen Ortsrand befinden sich der Kleine Karpfsee und der Große Karpfsee.
Zum 1. Mai 1978 wurde die eigenständige Gemeinde Schönrain aus dem Landkreis Bad Tölz aufgelöst. Einige Ortsteile wurden zu Königsdorf eingegliedert, andere wie Letten kamen zu Bad Heilbrunn.